# Márta Gajdos
Márta Gajdos (Budapest, 25 febbraio 1950) è un'ex cestista ungherese.

## Carriera
Con l'Ungheria ha disputato i Campionati europei del 1976.